# Calamotropha tonsalis
Calamotropha tonsalis là một loài bướm đêm trong họ Crambidae.